# Transporte en Keihanshin
El transporte en la región metropolitana de Keihanshin es similar al de Tokio: incluye redes ferroviarias y viales públicas y privadas;  aeropuertos de aviación internacional, nacional y general;  autobuses  servicios de entrega de motocicletas, caminatas, andar en bicicleta y envíos comerciales.  El nexo está en la parte central de Osaka, aunque Kobe y Kyoto son centros importantes por derecho propio.  Cada parte de Keihanshin tiene servicios de transporte ferroviario o por carretera.  El transporte marítimo y aéreo está disponible desde un número limitado de puertos para el público en general.
El transporte público dentro de Keihanshin está dominado por un extenso sistema público, comenzando con una red ferroviaria urbana solo superada por la de Greater Tokyo, compuesto por más de setenta líneas ferroviarias de trenes de superficie y subterráneos gestionados por numerosos operadores;  autobuses, monorraíles y tranvías apoyan la red ferroviaria primaria.  Más de 13 millones de personas utilizan el sistema de transporte público a diario como su principal medio de transporte. Al igual que Tokio, caminar y andar en bicicleta son mucho más comunes que en muchas ciudades del mundo.  Los viajes en bicicleta (incluidos los viajes conjuntos con el ferrocarril) en Osaka son del 33,9%, siendo los viajes en tren los que tienen la proporción más alta con un 36,4%, la proporción combinada de trenes (solo tren, tren y autobús, tren y bicicleta) es del 45,7%.  Caminar solo tiene una participación modal del 8,5%.  Los automóviles privados y las motocicletas juegan un papel secundario en el transporte urbano, y los automóviles privados solo tienen un 9,9% cuota modal en Osaka.

## Carril
La red ferroviaria en Keihanshin es muy densa, con un promedio de pasajeros diarios que supera los 13 millones.  El uso y la densidad del ferrocarril son similares a los del Gran Tokio, a pesar de la base de población más pequeña de Keihanshin.  Como en Tokio, existen pocos mapas gratuitos de toda la red;  en cambio, la mayoría muestra solo las estaciones de una empresa en particular y mapas de la red completa (ver, por ejemplo, this map de la red ferroviaria de Keihanshin) a menudo son confusos simplemente porque son muy grandes.
Además de las líneas ferroviarias aéreas y subterráneas, el  Sanyō y el Tōkaidō Shinkansen sirven como la columna vertebral del transporte ferroviario interurbano.

### Historia
El primer tranvía de Japón se inauguró en 1895 en Kioto.

### Lista de líneas ferroviarias de pasajeros en funcionamiento
|  | - West Japan Railway Company (JR West) - High-speed rail - San'yō Shinkansen - Intercity of JR West - Tōkaidō Main Line - ●Biwako Line - ●JR Kyoto Line - ●JR Kobe Line - San'yō Main Line - ●JR Kobe Line - Fukuchiyama Line - ●JR Takarazuka Line - Hokuriku Main Line - ●Biwako Line shared with Tokaido Main Line - Kansai Main Line - ●Yamatoji Line - Kakogawa Line - Kisei Main Line - Kinokuni Line - Sanin Main Line - ●Sagano Line - Urban Network of JR West - Akō Line - Biwako Line - ●Hanwa Line - Kansai Airport Line - ●Katamachi Line (Gakkentoshi Line) - JR Kobe Line - ●Kosei Line - JR Kyoto Line - Nara Line - ●Osaka Loop Line - ●Osaka Higashi Line - Sagano Line - Sakurai Line (Man-yo Mahoroba Line) - Sakurajima Line (JR Yumesaki Line) - JR Takarazuka Line - ●JR Tōzai Line - Yamatoji Line - Wakayama Line - JR Central - High-speed rail - Tōkaidō Shinkansen - Hanshin Electric Railway - Main Line - Hanshin Namba Line - Mukogawa Line - Hankai Tramway - Hankai Line - Uemachi Line - Hankyu Railway - ●Kobe Line - Itami Line - Imazu Line - Kōyō Line - Kōbe Kōsoku Line - ●Takarazuka Line - Minoo Line - ●Kyoto Line - Senri Line - Arashiyama Line - Keihan Electric Railway - Keihan Main Line - Ōtō Line - Nakanoshima Line - Katano Line - Uji Line - Keishin Line - Ishiyama Sakamoto Line | - Kintetsu - Nara Line - Namba Line - Ikoma Line - Kyoto Line - Kashihara Line - Tenri Line - Tawaramoto Line - Keihanna Line - Osaka Line - Shigi Line - Minami Osaka Line - Yoshino Line - Domyoji Line - Nagano Line - Gose Line - Kintetsu owned, but different operator - Iga Line - Nankai Electric Railway - Nankai Main Line - Takashinohama Line - Airport Line - Tanagawa Line - Kada Line - Wakayamako Line - Koya Line - Shiomibashi Line - Kita-Osaka Kyuko Railway - Osaka Metro - ●Midōsuji Line - ●Tanimachi Line - ●Yotsubashi Line - ●Chūō Line - ●Sennichimae Line - ●Sakaisuji Line - ●Nagahori Tsurumi-ryokuchi Line - ●Imazatosuji Line - ●Nankō Port Town Line - Kyoto Municipal Subway - ●Karasuma Line - ●Tōzai Line - Kobe Municipal Subway - ●Seishin-Yamate Line - ●Kaigan Line - Osaka Monorail - Kobe Electric Railway - Arima Line - Ao Line - Sanda Line - Shintetsu Kōen-Toshi Line - Sanyo Electric Railway - Main Line - Aboshi Line - Kobe Rapid Railway - Tozai Line - Namboku Line - Hokushin Line - Keifuku Electric Railroad - Arashiyama Main Line - Kitano Line - Eizan Electric Railway - Eizan Main Line - Kurama Line - Nose Electric Railway - Myōken Line - Nissei Line - Kobe New Transit - Port Island Line (Port Liner) - Rokkō Island Line (Rokko Liner) |  |

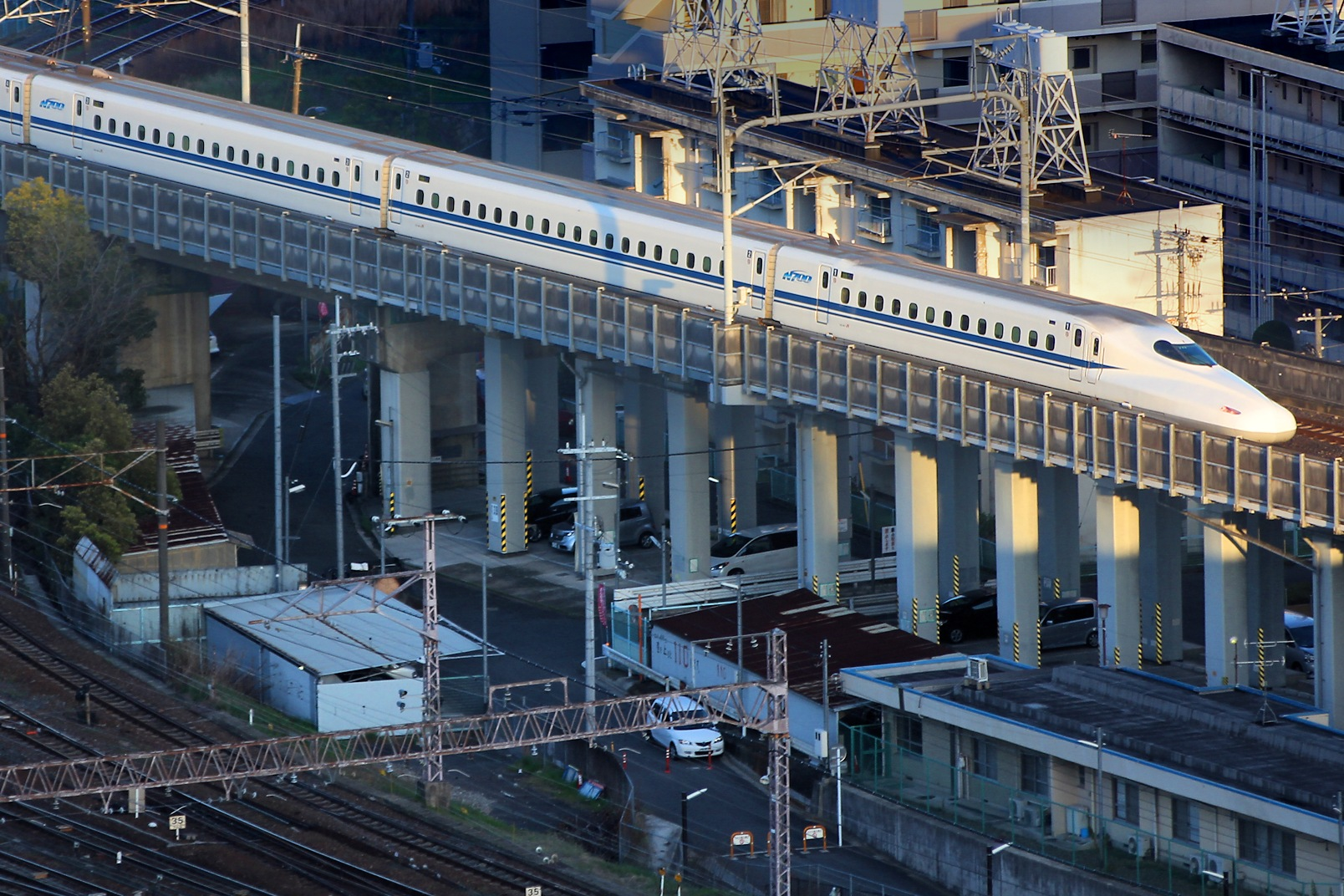
JR Central Tōkaidō Shinkansen arriving at Kyoto Station

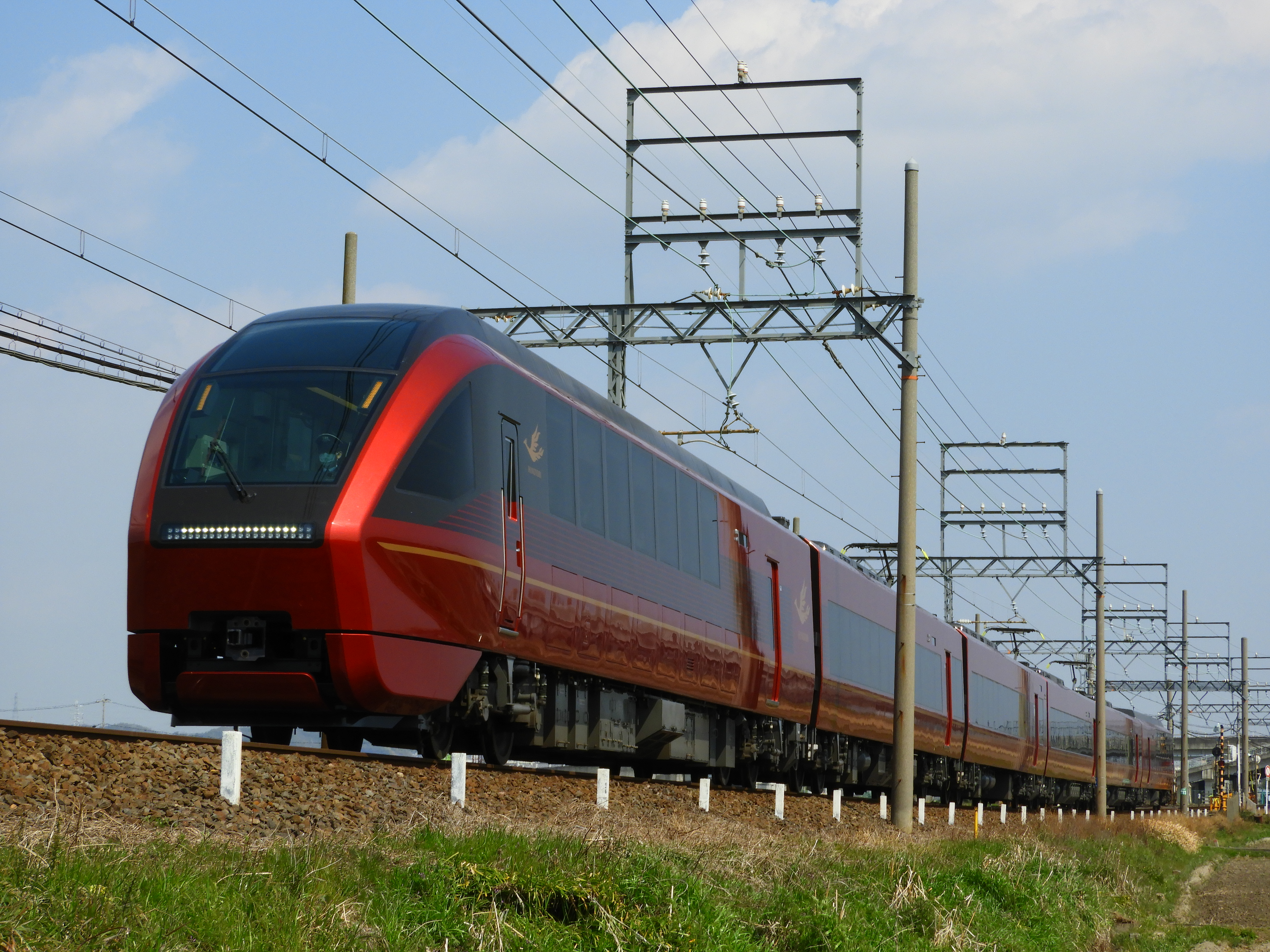
Kintetsu Railway Hinotori Service

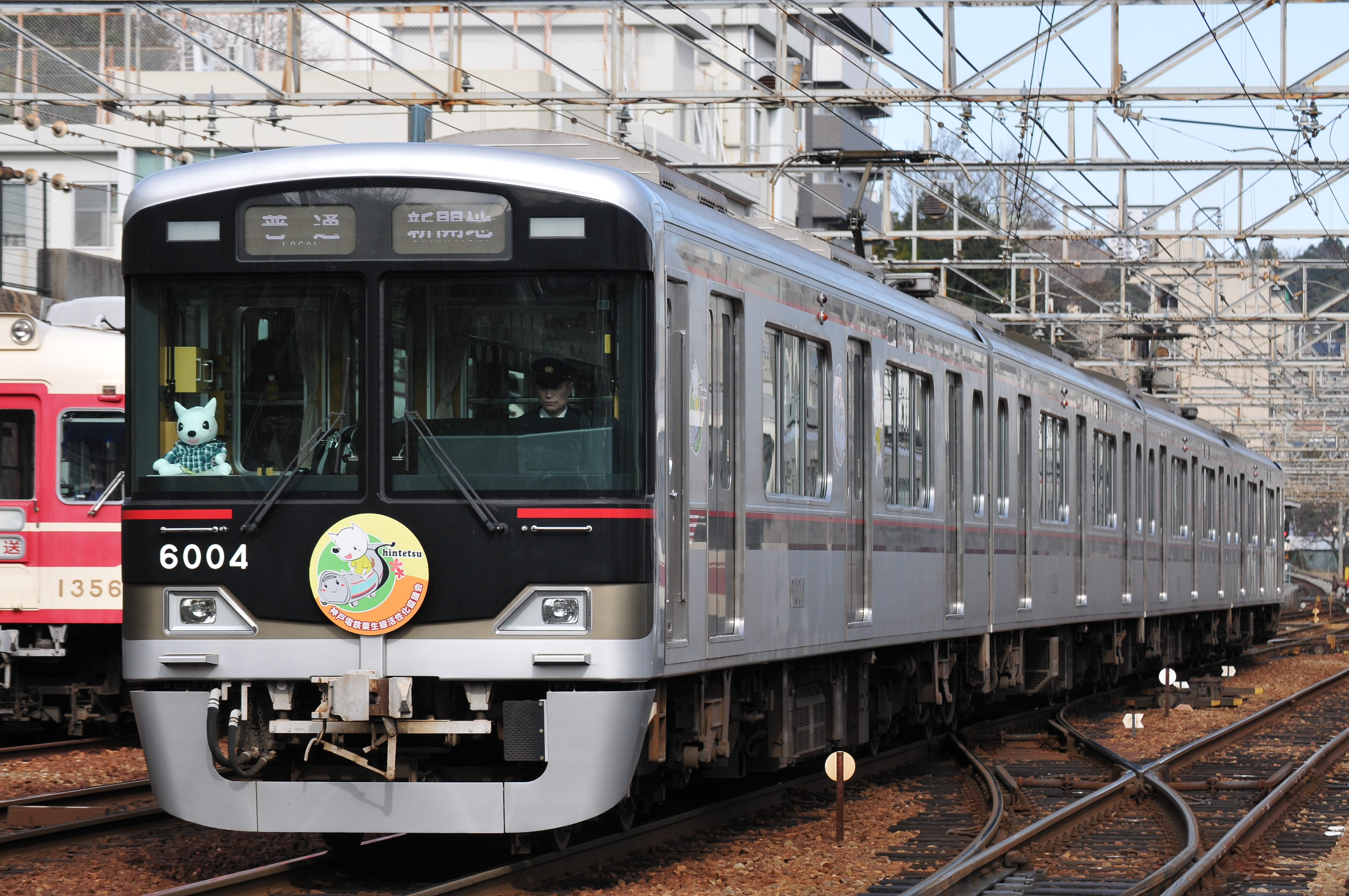
Kobe Electric Railway

### Lista de líneas de teleférico/funicular
- Keihan Electric Railway Cable Line (鋼索線), also called Otokoyama Cable (男山ケーブル)
- Kintetsu
  - Ikoma Cable Line (Toriimae - Ikoma-Sanjo)
  - Nishi-Shigi Cable Line
  - Katsuragisan Ropeway
- Nankai Railway Cable Line (鋼索線)
- Sanyo Electric Railway Sumaura Ropeway
- Keifuku Electric Railroad
  - Eizan Cable (叡山鋼索線)
  - Eizan Ropeway (叡山ロープウェイ)
- Nose Electric Railway Myōken Cable

### Lista de líneas incompletas/abandonadas
|  | - Japanese National Railways/JR West - Osaka Minato Line - Osaka Tōkō Line - Hanshin Electric Railway - Kita-Osaka Line - Kokudo Line - Koshien Line - Amagasaki Kaigan Line - Mukogawa Line - Imazu Deyashiki Line - Amagasaki Takarazuka Line - Daini Hanshin Line - Hankai Tramway - Hirano Line - Ohama Branch Line - Hankyu Electric Railway - Kitano Line - Kamitsutsui Line | - Kintetsu - Hase Line (長谷線) - Sanjo Line (山上線) - Horyuji Line (法隆寺線) - Obusa Line (小房線) - Higashi-Shigi Cable Line - Hokusei Line (北勢線) - Nankai Railway - Tennoji Branch Line (天王寺支線) - Kitajima Branch Line (北島支線) - Wakayamako Line (和歌山港線) - Osaka Tram Line (大阪軌道線) - Hirano Line (平野線) - Ohama Branch Line (大浜支線) - Wakayama Tram Line (和歌山軌道線) |

### Pasajeros ferroviarios
La siguiente tabla enumera el número de pasajeros anuales en millones de pasajeros al año, promedio diario entre paréntesis.
| Operador                                 | Anual (diario) 1993 (año pico) | Anual (diario) 2007 |
| ---------------------------------------- | ------------------------------ | ------------------- |
| West Japan Railway Company (Kansai Only) | 943 (2,584,000)                | 961 (2,633,000)     |
| Kintetsu (Kansai Only)                   | 806                            | 611                 |
| Nankai Railway                           | 310                            | 231                 |
| Keihan Railway                           | 419                            | 291                 |
| Hankyu Railway                           | 787                            | 601                 |
| Hanshin Railway                          | 221                            | 162                 |
| SubTotal                                 | 2,545 (6,972,000)              | 1,899 (5,202,000)   |
| Osaka Municipal Subway                   | N/A                            | 2,234,000           |
| Semboku Rapid Railway                    | 58 (158,900)                   | 51.1 (140,100)      |
| Kyoto Municipal Subway                   |                                | (344,000)           |
| Osaka Monorail                           |                                | (100,600)           |
| Totales                                  | -                              | 3,037 (8,320,700)   |

Tenga en cuenta que la tabla anterior aún no incluye cifras para el metro municipal de Kobe, Kitakyu, Kobe New Transit, Kobe Rapid, Nosenden o Shintetsu.

## Otros
El Gran Osaka es un poco diferente del resto de Japón en los otros modos de transporte.
El primer sistema de bicicleta automatizado de la región se instaló en la Salida Norte de Nishinomiya Station (Hanshin) en 2010, capablecapaz de manejar 414 bicicletas.